# 波隆摩·戴莱洛迦纳
 波隆摩·戴莱洛迦纳（1431年—1488年），是泰國歷史上阿育陀耶王朝的國王，在位期間1448年－1488年。他曾獲得傳統上認為吉祥的白象，因而被稱為白象王。他在統治期間，曾針對官僚政治推動重大改革，並在對抗北方臨國蘭納的戰役中獲得勝利。他被公認為泰國歷史最偉大的國王之一。

## 改革
戴莱洛迦纳王继位后，颁布了萨克迪纳制度，将全国土地按照等级分配给贵族官吏及平民百姓。泰語萨克迪（sakdi）义为权力和尊严，纳（na）为土地、稻田，萨克迪纳的主要含义是指占有土地的权力。在萨克迪纳中的最高爵位是昭披耶（Chaophraya），昭披耶以下为披耶（Phraya），其次是帕（Phra）、銮（Luang）、坤（Khun），再次是蒙（Muen）和攀（Phan）。除了副王封授田土10万莱以外，萨克迪纳制规定，昭披耶可获封田一万莱，披耶及以下的帕、銮、坤和蒙、攀等，分别授予5000莱、1000莱、500莱、100莱，以至数十莱不等的封田。庶民—派（Phrai）分为服务于王室的派銮（Phrai Luang）及服务于封建领主（即以上所说的各爵位）的派索姆（Prai Som）。派虽然可以得到15莱到25莱的田土，但他们只有土地的使用权，他们的人身连同所得的土地必须依附于某一封建领主。作为依附民领取分地的报酬，他们须向以国王为首的封建领主服徭役及缴纳贡赋。
戴莱洛迦纳王改变了过去军政不分的情况，分设政务总长（Samuha Nayok）和军务总长（Samuha Kalahom）。在政务总长之下是四大支柱，即财务大臣（Krom Klang）、田务大臣（Krom Na）、宫务大臣（Kromma Wang）、政务大臣（Krom Vieng）。以上六人均授予昭披耶爵位。军务总长之下是陆军大臣和海军大臣，此外还设有王宫卫队、壮丁登记厅、税收厅、宗教厅、文牍厅、王室服饰厅等机构的长官，以上八人授予披耶头衔。地方上，太守主持民政事务，厅长主管军务，太守之下分设民政、执法、司库、农林四局。除了彭世洛府和洛坤府由昭披耶统领外，其他各府的太守和厅长均由披耶担任。戴莱洛迦纳王规定，从中央到地方的军政官吏均由国王直接委任或通过中央政府机构任命，从而建立了一整套从中央到地方的统治体系，强化了中央封建专制集权的统治。
戴莱洛迦纳王還颁布《宫廷法》，此法包括礼仪、百官职守、刑罚三个方面的内容。该法制定了各属国进贡的仪式，规定从王后、王子到宫内各官员的品级、仪礼和职责，并确定了处罚法规，如：凡震荡御舟者处死；踢宫门者刖足；打御象及马匹者断手；辱骂御象及御马者割嘴；窃窃私议事闻于国王者处死等等。法规还规定，爵位高的王子犯法用金脚镣，爵位低的王子犯法用银脚镣，及用檀香木棍笞挞处死，以显示王亲贵戚与一般庶民有别